# Osterbek
Die Osterbek [ˈɔstɐˌbeːk] ist ein Bach in Hamburg. Sie entspringt in Farmsen-Berne nahe der Straße „Wegelstück“ und mündet als „Langer Zug“ in die Außenalster.
Zu großen Teilen ist der Oberlauf der Osterbek heute begradigt. Der Abschnitt zwischen Turnierstieg und Berberweg wurde 2003 renaturiert, als Ausgleichsmaßnahme für Umweltbeeinträchtigungen durch Bauvorhaben an anderen Stellen.
An der Tunnelrampe der U-Bahn vor der Station Wandsbek-Gartenstadt wird die Osterbek durch einen Düker geleitet.
Nahe der Schiffbau-Versuchsanstalt mündet die Seebek, vom Bramfelder See kommend, in die Osterbek.
Ab der Wachtelstraße ist die Osterbek als Osterbekkanal ausgebaut. Der Kanal wurde schrittweise von 1863 bis 1912 gebaut und zog damals bedeutende Industrieansiedlungen nach sich. Beispiele sind die Gummifabrik, auf deren Gelände sich heute das Museum der Arbeit befindet, und die Kampnagel-Fabrik. Nicht mehr vorhanden sind das E-Werk an der Flotowstraße, das benachbarte Gaswerk (heute „Alster-City“) und die Müllverbrennungsanlage auf dem Dulsberg.
Die beim Bau des Kanals anfallenden Erdmassen wurden zum Bau der Bahndämme der Stadtbahn, der Hochbahn und der Güterumgehungsbahn verwendet.
Im oberen Teil des Kanals führt über den Barmbeker Stichkanal ein Abzweig zum Stadtparksee, der über den Goldbekkanal wiederum mit der Außenalster verbunden ist. Dieser Kanal wurde angelegt, um das U-Bahn-eigene Kraftwerk mit Kohle zu versorgen.
Seit 1912 befindet sich am Osterbekkanal auch die Alsterwerft, in der noch heute die Alsterschiffe gewartet und repariert werden. Bis 1984 gab es einen Linienverkehr innerhalb des HVV (Linie 52: „blaue Flagge“) mit Anlegern am Mühlenkamp, an der Bachstraße und an der Saarlandstraße. Vor dem Zweiten Weltkrieg fuhren Barkassen als Anschlussverkehr von den größeren Dampfern zwischen Mühlenkamp und dem Stadtparksee. Ab den 1930er Jahren begannen die Industriebetriebe abzuwandern wegen fehlender Ausweitungsmöglichkeit des Werksgeländes und Strukturwandel, sie wurden von der sich ausbreitenden Wohnbebauung abgelöst.

## Geschichte

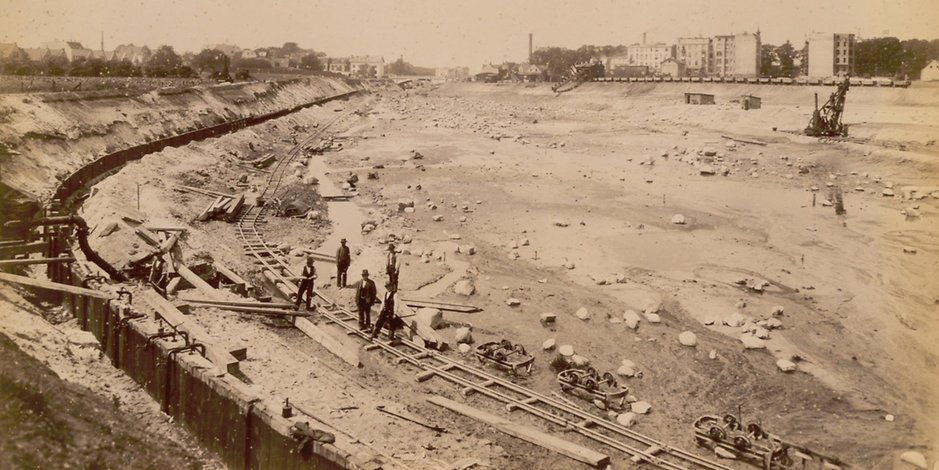
Bau des Osterbekkanals um 1900

Früher hieß die Osterbek Bernebeke (schmaler Bach) und gab dem Stadtteil Barmbek seinen Namen.
1571 kam es an der Osterbek zu einer Schlacht zwischen Winterhude und Barmbek um die Winterhuder Gemeinweide.
Das Bezirksamt Nord plant im Rahmen einer Machbarkeitsstudie eine weitere Renaturierungsmaßnahme durch Schaffung eines natürlichen Flusslaufes der Osterbek auf der Höhe Lämmersieth bis Wachtelstraße. Außerdem sind Rad- und Wanderwege am Ufer der Osterbek geplant.

### Autobahnplanungen der Nachkriegszeit
Im Hamburger Aufbauplan aus den 1950er Jahren war vorgesehen, eine Stadtautobahn („Osttangente“) auf einem Abschnitt des Osterbekkanals, zwischen Barmbeker Stichkanal und der Querung der S-Bahn, zu errichten. Der Wasserlauf sollte dabei verrohrt werden, um die nötigen Flächen für die Schnellstraße bereitstellen zu können.
Eine weitere Stadtautobahn, die sogenannte „Walddörferlinie“, sollte ab der Krausestraße Richtung Bramfeld im Bereich des Bachlaufes errichtet werden.

## Fischfauna
Zu den dominierenden Fischarten im ein bis zwei Meter tiefen Osterbekkanal gehören Rotaugen, Brassen, Flussbarsche und stellenweise Hechte unter Bootsstegen oder verwitterten Ufermauern. Aale finden ideale Lebensbedingungen am schlammigen Kanalgrund und in den Löchern an den Ufermauern. Besonders am Langen Zug und in den Teichrosenfeldern kommen auch Karpfen und Schleien vor, vor allem dort, wo Spaziergänger Wasservögel mit Brot füttern. Kleinere Schwärme von Alanden und raubenden Rapfen lassen sich vor allem in den Sommermonaten an der Wasseroberfläche beobachten.

## Dies und das
- Die „Fleetenkieker“ haben ihr Quartier am Ponton gegenüber der Kampnagelfabrik.
- Die Osterbek ist Namensgeber des Gymnasiums Osterbek in Hamburg-Bramfeld.
- Karl-Hinrich „Charly“ Lienau, Diskobetreiber des „Jingle“ in Pinneberg, Drogenhändler und Zuhälter, wird im Zusammenhang der Auseinandersetzung G.M.B.H. und Nutella-Bande um die Macht auf der Reeperbahn in Hamburg am 8. November 1984 mit drei Schüssen getötet und in ein Ölfass betoniert, welches später im Osterbekkanal aufgetrieben aufgefunden wurde.[6]

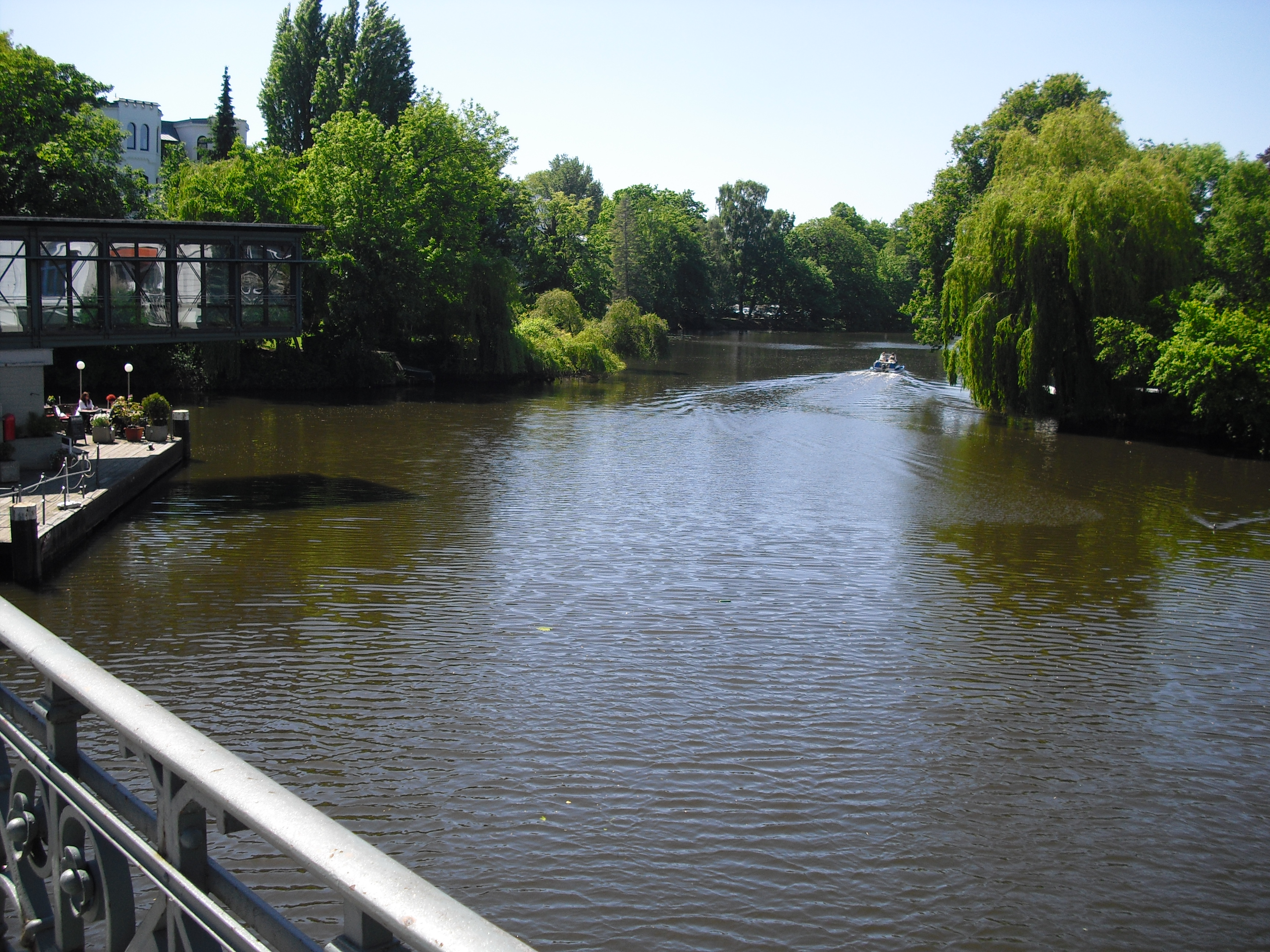
Osterbekkanal am Langen Zug
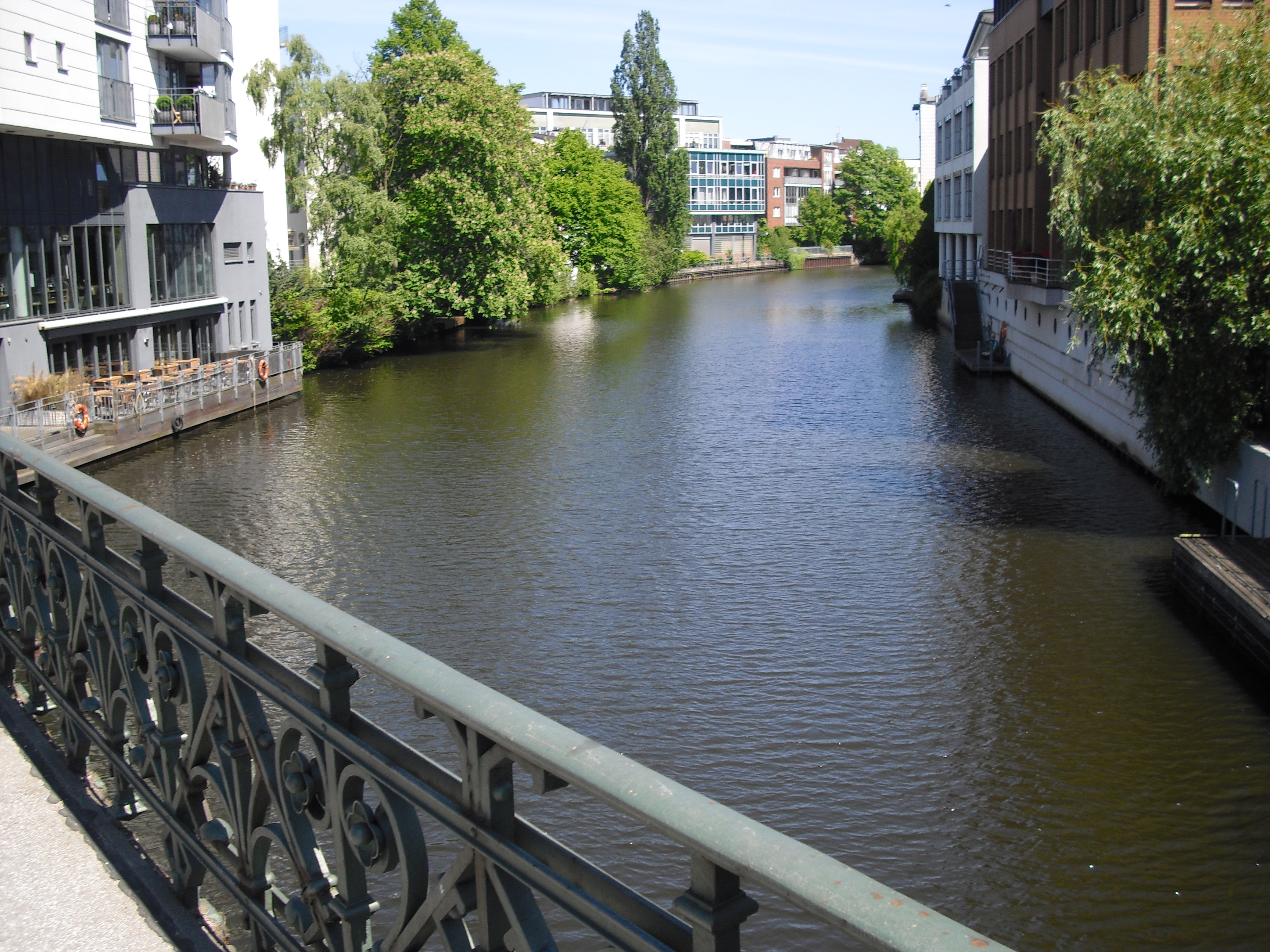
Mühlenkampbrücke
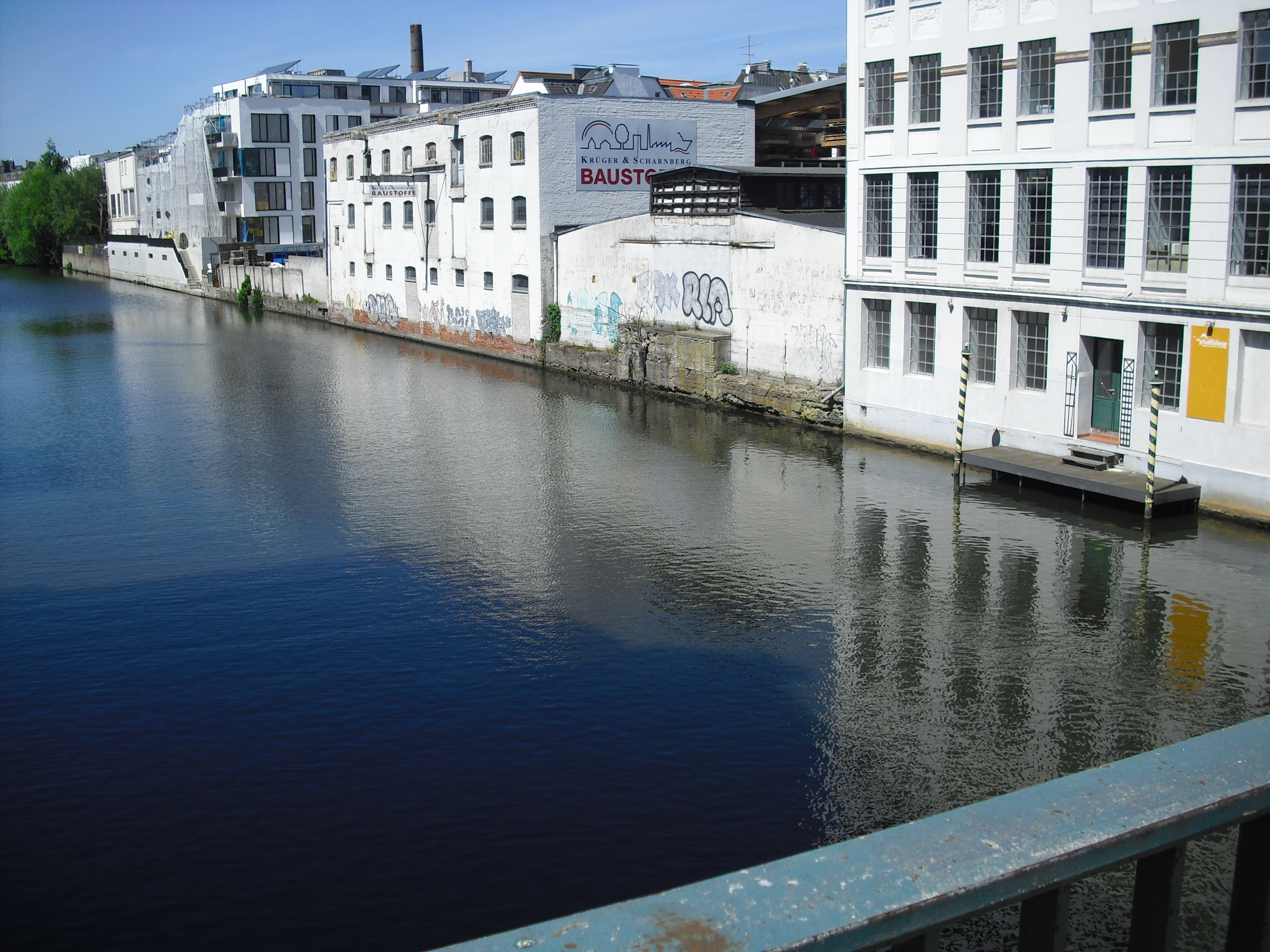
Bachstraßenbrücke
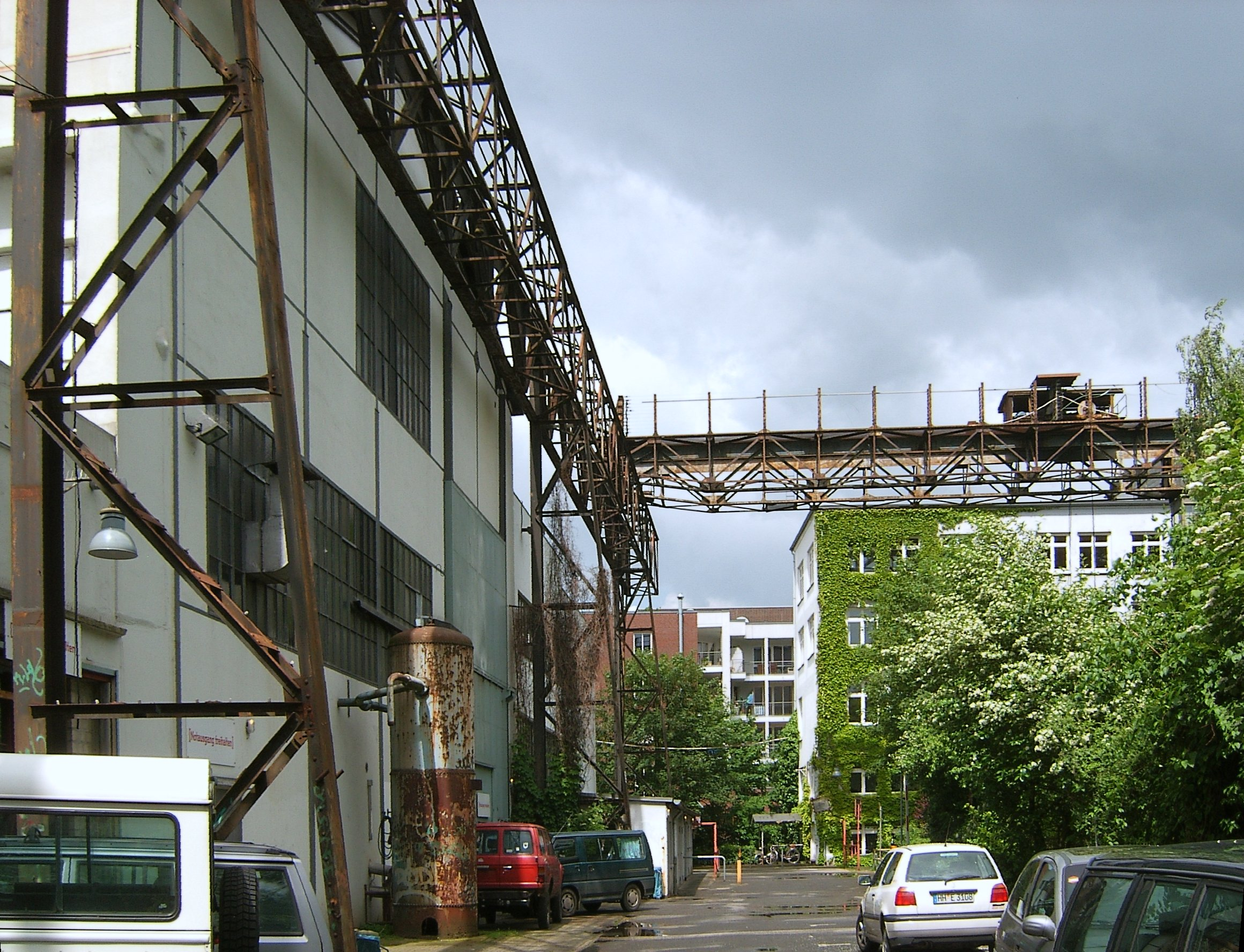
Kampnagel
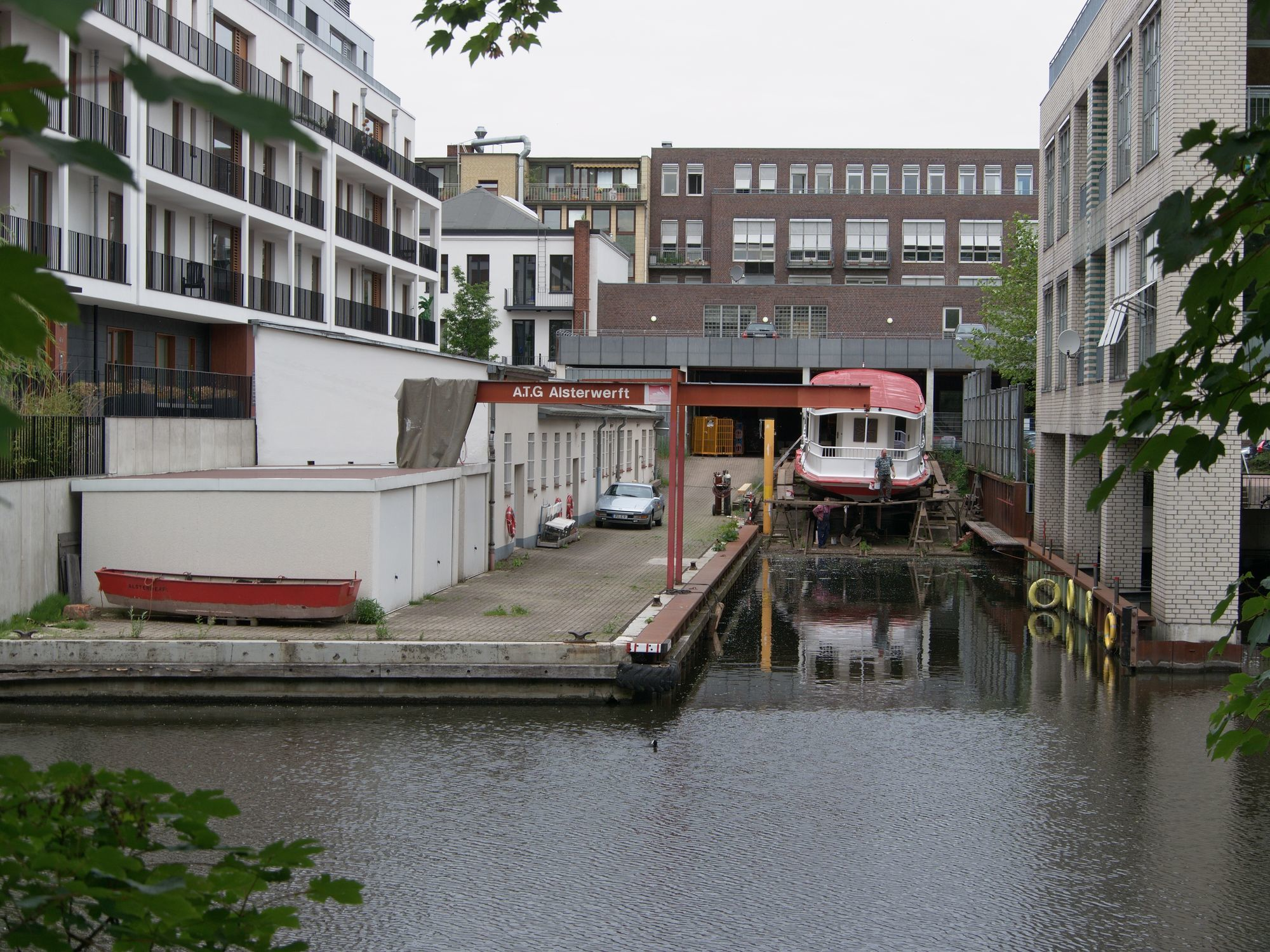
ATG-Werft
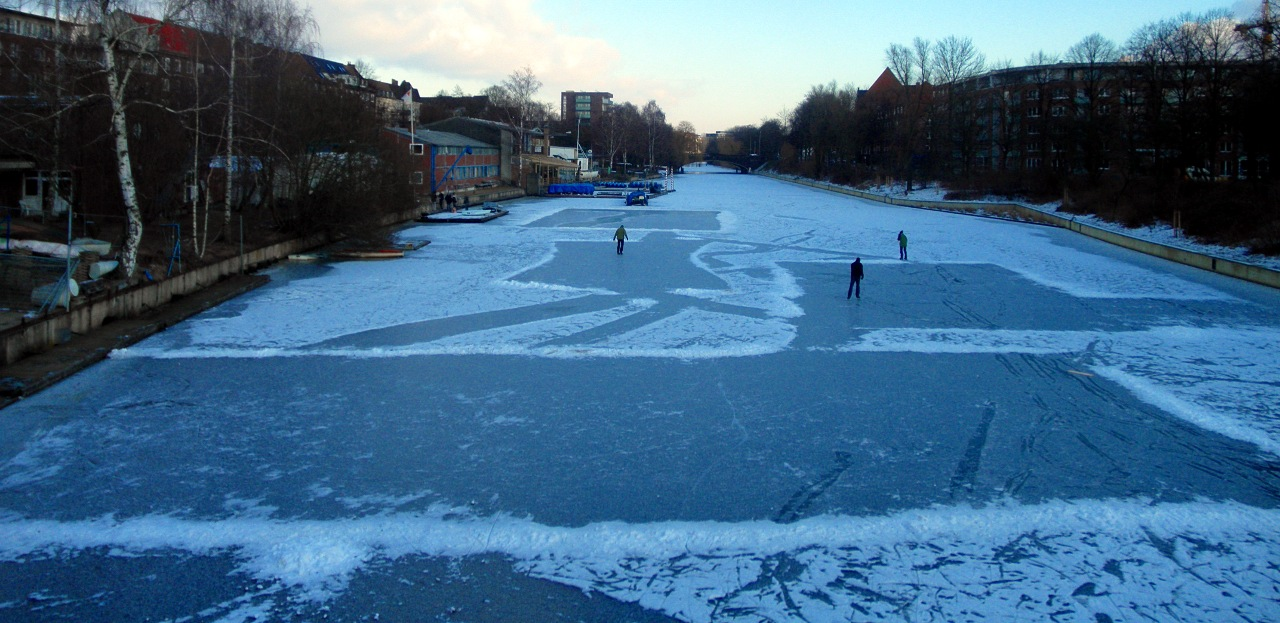
Osterbekkanal im Winter
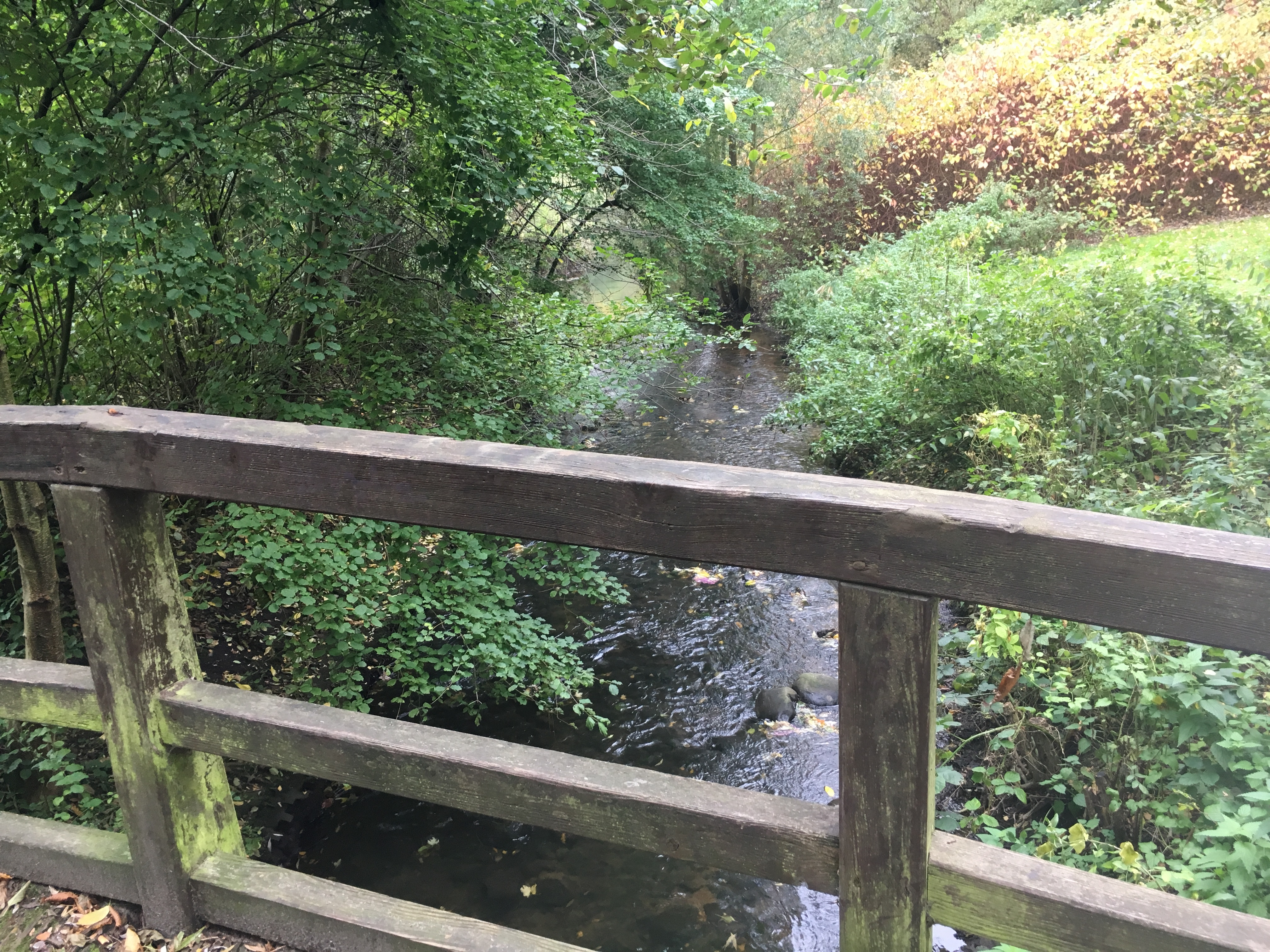
Zwischen Adlerstraße und Augustenburger Ufer